# Kychtová věž bývalé hutě Waleska
Kychtová věž bývalé hutě Waleska, polsky Wieża gichtowa dawnej huty Waleska, je památkově chráněná budova, která je pozůstatkem místního slezského hutnictví. Nachází se v lesích u rybníků Gichta a Garbocz u vesnice Palowice v okrese Rybnik v jižním Polsku.

## Historie a popis
Kychtová věž bývalé hutě Waleska, tzv. „Gicht“, je cennou připomínkou historie domácího hutnictví a rozvoje Palowic. Samotné železárny vznikly na počátku 19. století v dnes již neexistující vesnici Łanuch u Palowic. Vyrábělo se zde tyčové železo primitivní tavbou železné rudy. Nejprve zde byla v polovině 18. století postavena kovárna (tzv. hamernia). Zděná čtyřpatrová cihlová budova s hranatou věží pochází z roku 1830 a má výšku 15 m. Vnitřní rozměry věže jsou 7,75×6,10 m a vnější rozměry jsou je 8,70×6,85 m. Výroba byla zastavena v roce 1855 kvůli nízké ziskovosti a nedostatku dřeva používaného k tavení surového železa. Budova, která se dochovala dodnes, sloužila k vyzdvižení vsázky pece do třetího patra ručním výtahem. Vsázka byla následně ručně přemístěna do sousední vysoké pece kruhového průřezu. Věž nese název podle dcery tehdejšího majitele, kterým byl Franciszek Winckler.

## Galerie

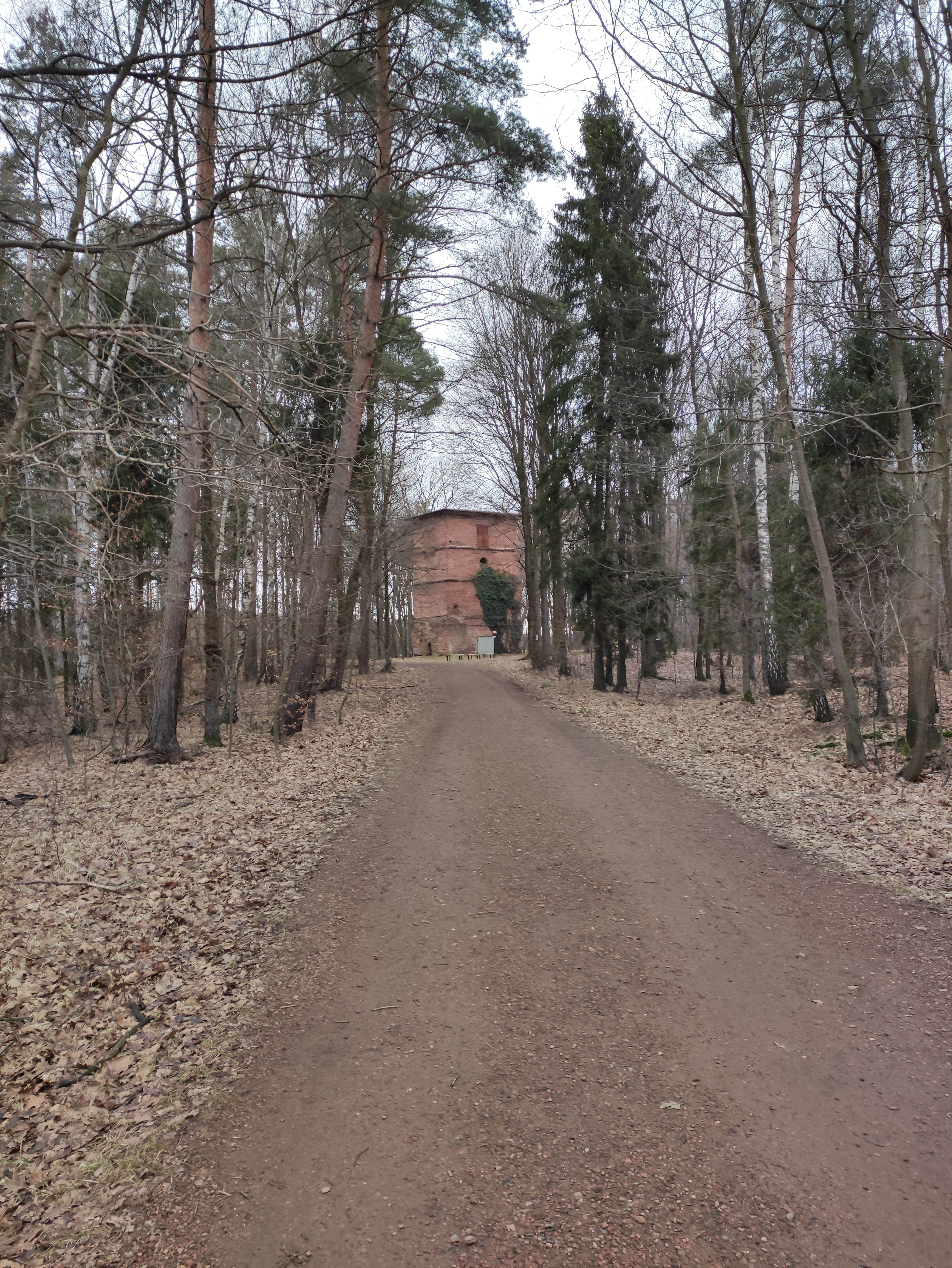
Umístění věže v krajině
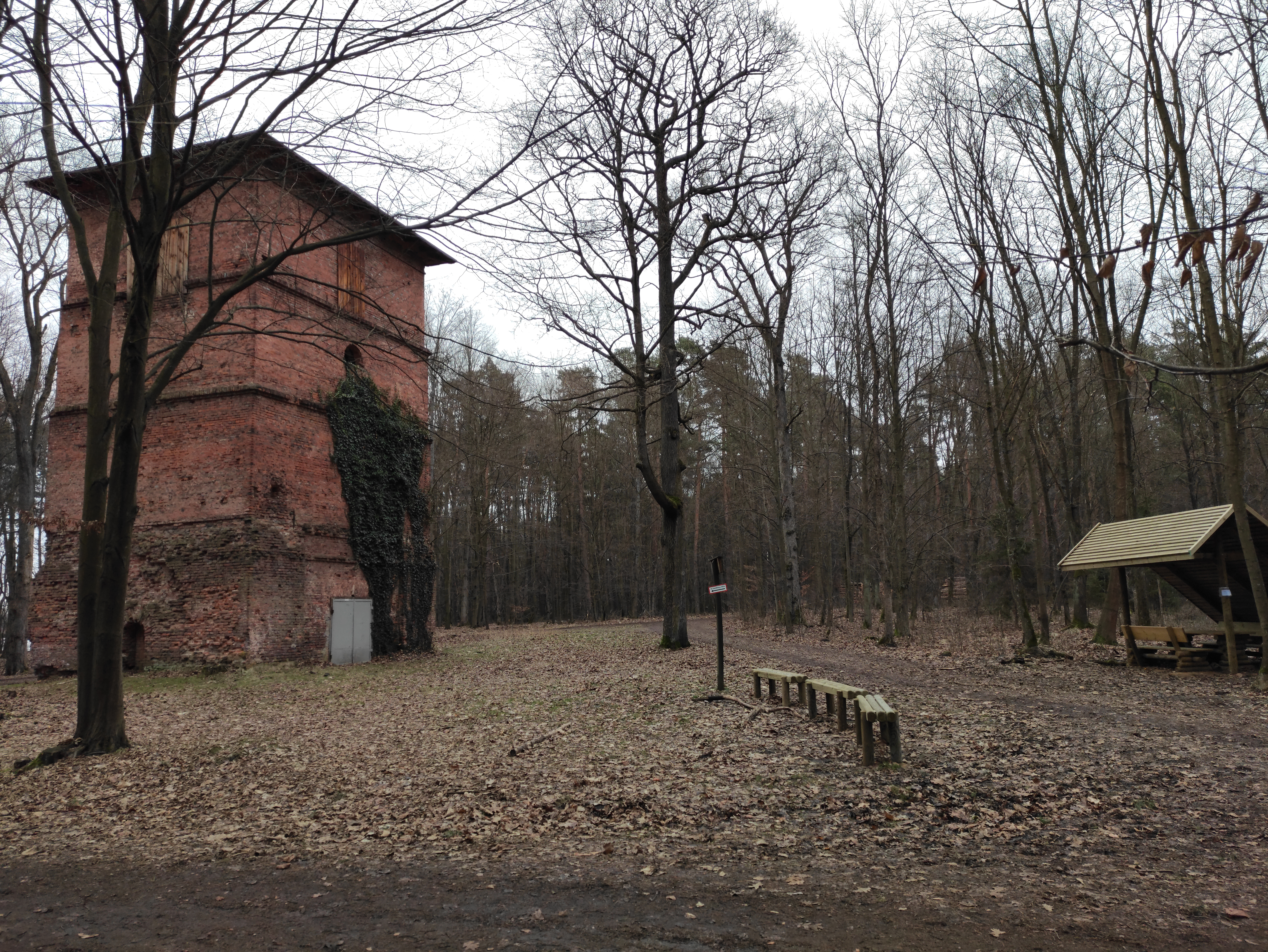
Umístění věže v krajině
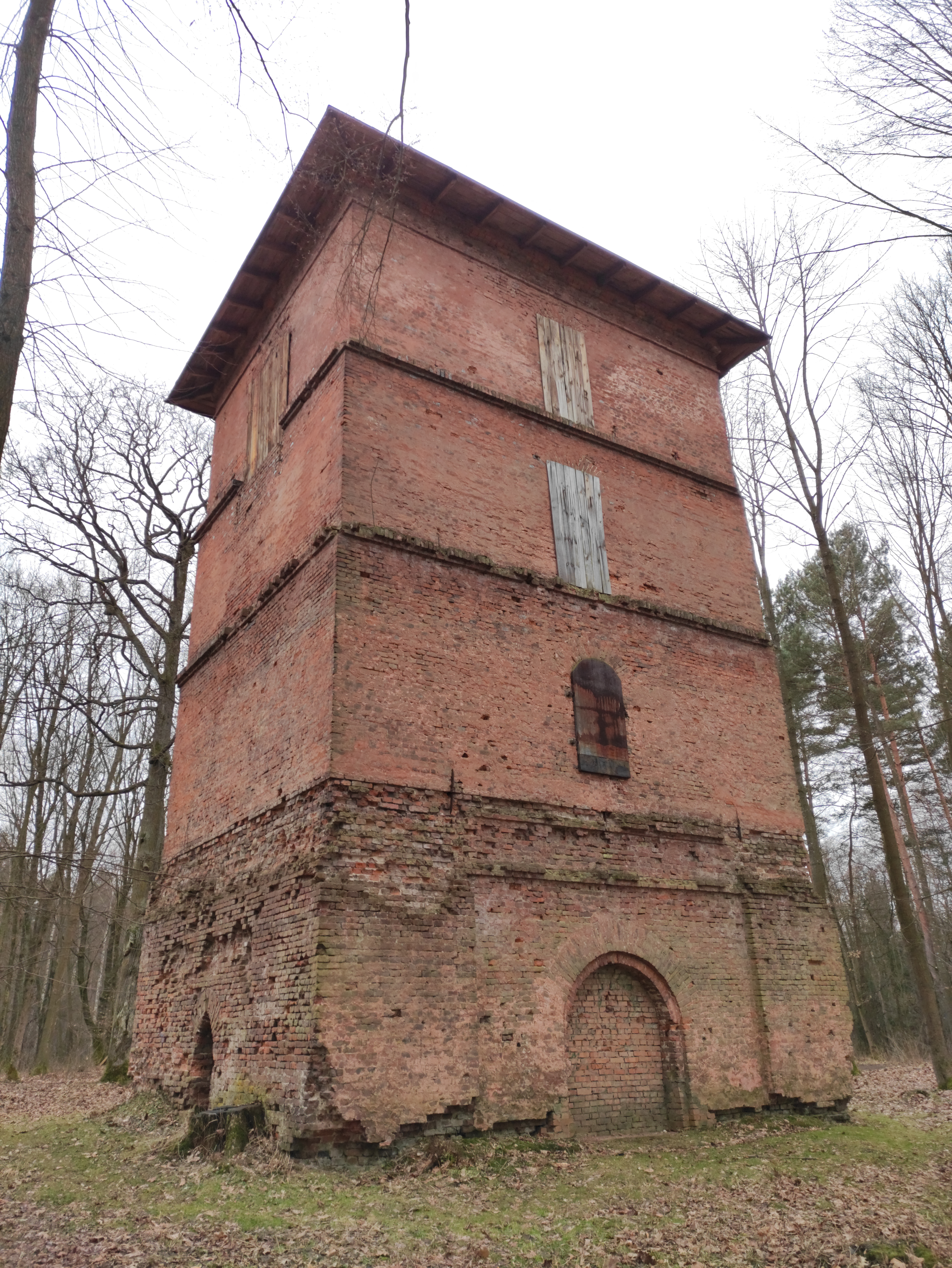
Čelní pohled
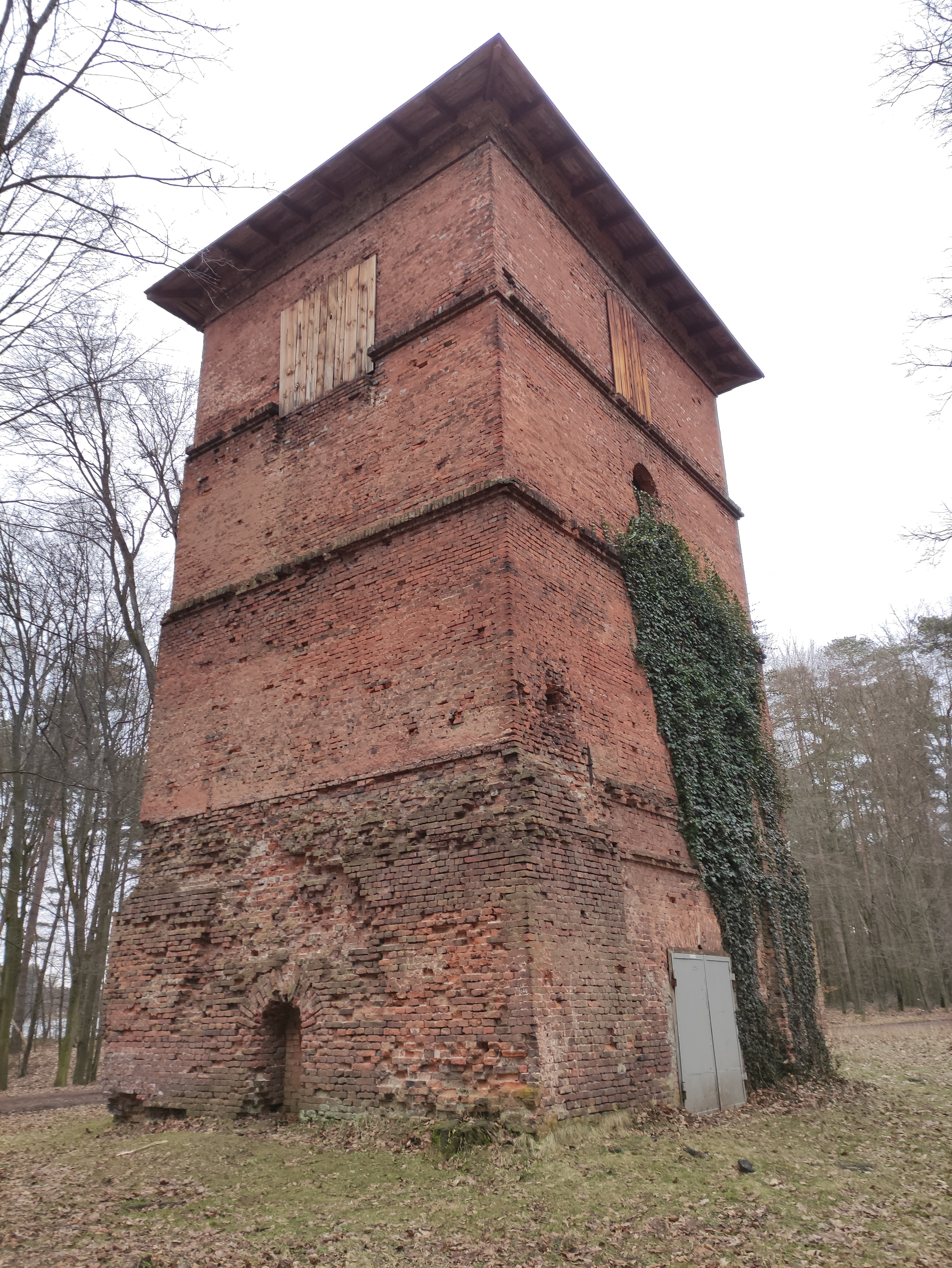
Boční pohled

## Další informace
Místo je celoročně přístupné, avšak vstup do věže není povolen.[zdroj?]
Věž se nachází na turistické trase Szlak Początków Hutnictwa a cyklostezkách.